# David Ozoh
David Ozoh, né le 6 mai 2005 à Valence en Espagne, est un footballeur anglais qui évolue au poste de milieu central à Derby County. 
Il est éligible pour les sélections anglaise, espagnole et nigérienne.

## Biographie

### En club
Né à Valence en Espagne, de parents Nigérians, David Ozoh rejoint très jeune l'Angleterre avec sa famille. Il est formé par le club de Crystal Palace, qu'il rejoint à l'âge de huit ans. Le 11 août 2022, Ozoh signe son premier contrat professionnel avec Crystal Palace.
Il joue son premier match en professionnel le 21 janvier 2023, lors d'une rencontre de Premier League contre Newcastle United. Il entre en jeu à la place de Odsonne Édouard et les deux équipes se neutralisent (0-0 score final),.
Il est, à ce jour, le plus jeune joueur de l'histoire de Crystal Palace à avoir evolué en Premier League, âgé alors de 17 ans and 260 jours. Il sera convoqué par l'équipe première une trentaine de fois, et dispute treize rencontres avec l'équipe première.

## Prêt àDerby
Il est preté pour une saison, sans option d'achat au club de Championship (deuxième division anglaise) de Derby County.
Il marque lors de son premier match avec Derby, un match amical contre le club espagnol du Real Valladolid, évoluant en Liga[réf. nécessaire].

## En sélection
David Ozoh représente l'équipe d'Angleterre des moins de 18 ans, étant appelé pour la première fois en mars 2023. Il joue au total cinq matchs en 2023 avec cette sélection.